# Robrecht Heyvaert
Robrecht Heyvaert est un directeur de la photographie belge. Il est connu pour son travail sur les longs métrages Black, Revenge, Les Ardennes et Bad Boys for Life.

## Carrière
Au cours de ses études de cinéma au RITCS à Bruxelles, il rencontre Adil El Arbi et Bilall Fallah. Il a dirigé les prises de vues pour leur court métrage de fin d'études Broeders. Ils ont ensuite travaillé ensemble sur les longs métrages Image, Black et Patser avant de traverser l'Atlantique pour Bad Boys for Life,. Son premier projet aux États-Unis a été Snowfall, une série télévisée pour la Fox réalisée par El Arbi et Fallah, en 2017,. En 2020, il a été annoncé qu'il serait derrière la caméra du film Rebel,.
En 2015, il était responsable de la photographie pour Les Ardennes, réalisé par Robin Pront , qui a été sélectionné comme entrée belge pour l'Oscar du meilleur film étranger en 2017,. Pour son travail, il a reçu l'Ensor pour la meilleure photographie au Festival du film d'Ostende en 2016. Ils ont de nouveau collaboré en 2022 sur Zillion. 
Lors de la 10e édition du Festival du film d'Ostende, il faisait partie des huit young stars, une sélection de jeunes talents dont le travail est mis à l'honneur. Lors de la 14e édition il faisait partie du jury de la compétition LOOK!. 
Il a travaillé comme projectionniste pendant sa formation. Il a fait plusieurs projections de Les Barons, réalisé par Nabil Ben Yadir, avec qui il a ensuite travaillé sur Angle mort.

## Filmographie
- Bad Boys: Ride or Die (2024)
- Pendant ce temps sur Terre (2024)[15]
- Wil (2023)
- Zillion (2022)
- Rebel (2022)
- Ms. Marvel (série télévisée) (2022)
- Bad Boys for Life (2020)
- U-235 (Torpedo) (2019)
- Lukas (2019)
- Gangsta (Patser) (2018)
- Angle mort (Dode Hoek) (2017)
- Revenge (2017)
- Snowfall (série télévisée)(2017)
- Everybody Happy (2016)
- Les Ardennes (2015)
- Black (2015)
- Image (2014)

## Distinctions

### Récompenses
- Ensors 2016 : meilleure photographie pour Les Ardennes[10]
- Ensors 2024 : meilleure photographie pour Wil[16]

### Nominations
- Ensors 2016 : meilleure photographie pour Black
- Ensors 2018 : meilleure photographie pour Gangsta (Patser)
- Ensors 2021 : meilleure photographie pour U-235 (Torpedo)[17]
- Ensors 2023 : meilleure photographie pour Rebel
- Ensors 2023 : meilleure photographie pour Zillion